# Elena Bastidas Bono
Elena María Bastidas Bono (Alcira, 15 de febrero de 1969) es una abogada y política española. Fue alcaldesa de Alcira (Comunidad Valenciana) entre 2003 y 2015 y diputada en el Congreso de los Diputados en las XI y XII legislaturas.

## Biografía
Abogada especializada en derecho de la propiedad propiedad intelectual, Elena Bastidas milita en el Partido Popular de la Comunidad Valenciana (PPCV) donde empezó siendo representante de NNGG del PP en el Consejo de la Juventud de la Comunidad Valenciana. Fue concejala en el ayuntamiento de Alzira desde 1995 y portavoz del grupo municipal. Ganó por primera vez las elecciones locales en 1999 pero no consiguió la mayoría suficiente para ser alcaldesa y el socialista Pedro Grande fue investido con el apoyo de los concejales del BLOC, UV y EUPV. Bastidas volvió a ganar en las elecciones de 2003 y esta vez sí que fue proclamada alcaldesa de la ciudad con los votos de los concejales del PP y del Partido Socialdemócrata Independiente (PSICV) del exconcejal socialista Francisco Blasco Castany. En las elecciones siguientes (2007 y 2011) ganó por mayoría absoluta.
En 2013 su gestión al frente del ayuntamiento de Alzira fue noticia por las expropiaciones de las viviendas vacías del barrio del Alquerieta, tanto en propiedades privadas como entidades bancarias, para destinarlas a viviendas sociales para desahuciados. El plan también comportaba la rehabilitación de las viviendas y un plan de empleo.
Elena Bastidas ha sido también diputada provincial encargada del área de Acción Social de la Diputación de Valencia y es presidenta de la Federación Valenciana de Municipios y Provincias desde 2007. Fue elegida diputada por la provincia de Valencia en las elecciones generales españolas de 2015 y 2016.